# Wang Tao (tennistavolista)
Wang Tao (Pechino, 13 dicembre 1967) è un tennistavolista cinese, vincitore di medaglia d'oro olimpica nel doppio ai Giochi di Barcellona 1992 e di altre in successive Competizioni mondiali..
Wang Tao era giocatore mancino e giocava con la presa Shakehand, con gomma puntinata corta sul rovescio e gomma normale sul dritto. Grazie alle caratteristiche speciali della gomma corta puntinata, che riesce a colpire e resistere all'effetto, lo stile di gioco di Wang Tao era unico, in quanto in grado di fare affidamento sul rapido movimento di battuta sul rovescio per attaccare direttamente i servizi avversari con effetto pesante o di effettuare colpi mirati ed ad ampio angolo nel campo avversario. La posizione al tavolo era in prossimità del tavolo, attacchi veloci che sorprendendono i suoi avversari.

## Nei Media
È uno dei personaggi del film del 2023 Ping Pong - Il ritorno. Storia incentrata nel periodo dal 1990 al 1995 in cui la nazionale cinese perse e riconquistò la leadership mondiale.